# Ann Blyth
Pour les articles homonymes, voir Blyth.
Ann Blyth est une actrice et chanteuse américaine née le 16 août 1928 à Mount Kisco, New York (États-Unis), qui a commencé sa carrière à seize ans. Elle a souvent joué dans des films musicaux mais également dans des films plus sombres.

## Biographie
Ses parents, Harry Blyth et Nan Lynch, de souche irlandaise, divorcent quand elle est en bas âge. Avec sa sœur ainée, elle fréquente diverses écoles catholiques de New York. Dès l'âge de six ans, elle chante dans des programmes de radio. Elle chantera ainsi pendant six ans dans un même show. Elle obtient un premier rôle dans la pièce de théâtre, Watch on the Rhine en 1941 et 1942, à Broadway. Repérée par le réalisateur Henry Koster à Los Angeles, il lui fait faire un bout d'essai à l'issue duquel elle signe un contrat de sept ans avec les studios Universal avant de passer à la Warner Bros.
En 1945, à dix-sept ans, elle incarne le personnage de la fille ingrate de Joan Crawford dans le film noir Le Roman de Mildred Pierce. Ce rôle lui vaut d'être nommée aux Oscars dans la catégorie de la Meilleure actrice de second rôle.
La même année, lors de vacances d'hiver à Lake Arrowhead, elle est éjectée violemment d'une luge et se brise le dos. Les médecins pensent qu'elle ne pourra plus remarcher, mais elle guérit au bout de quatorze mois, avec le port d'un corset. Cette blessure empêchera la jeune actrice de tirer pleinement profit de son succès, bien qu'elle a été capable de tourner encore quelques films. En 1947, les studios Universal lui donnent un petit rôle dans Les Démons de la liberté, rôle qu'elle joue dans une chaise roulante.
Elle perd sa mère en 1946. En 1948, elle obtient un succès personnel en incarnant une sirène dans une comédie sans prétention qui fut néanmoins un succès commercial : Monsieur Peabody et la Sirène, bien qu'il s’agisse d'un personnage qui ne parle pas.
Révélée dans le film noir par des maîtres du genre (Michael Curtiz, Jules Dassin, Roy Rowland), elle tourne ensuite essentiellement des comédies, parfois musicales (dirigées par Mervyn LeRoy ou Vincente Minnelli à l'occasion), avec des partenaires aussi brillants que William Powell, Bing Crosby, David Niven ou Robert Montgomery ; des films d'aventures (La Perle noire en 1953, des films historiques (Le Monde lui appartient, avec Gregory Peck). Dans le genre du film à suspense, elle tourne avec Charles Boyer, Robert Mitchum et Tyrone Power, et dans l'adaptation littéraire, avec Fredric March.
À la fin des années 1950 et dans les années 1960, elle se produit dans des théâtres musicaux. Elle joue dans Une place au soleil d'après Theodore Dreiser, dirigée par Buzz Kulik au côté de Raymond Burr et Pat Crowley, en 1954. 
Elle tourne dans des séries télévisées : dans un épisode télévisé de The DuPont Show with June Allyson, Suspected, face à June Allyson (1959) ; La Grande Caravane (5 épisodes), La Quatrième Dimension (épisode La Reine du Nil où elle interprète une star du cinéma qui détient l'éternelle jeunesse) ; L'Homme à la Rolls, Switch ; Quincy, et enfin Arabesque, son dernier rôle, en 1985, aux côtés d'Angela Lansbury.
Ann Blyth a son étoile sur le Walk of Fame (trottoir des célébrités) de Hollywood.

## Vie privée
En 1953, à l'âge de 25 ans, elle épouse James McNulty, un gynécologue-obstétricien de 35 ans, frère du chanteur Dennis Day. Tous deux catholiques, ils reçoivent du cardinal Cooke le titre de Dame et Chevalier de l'ordre du Saint-Sépulcre. James McNulty meurt le 13 mai 2007. Le couple a eu cinq enfants (deux fils et trois filles) : Timothy Patrick né en 1954, Maureen Ann en 1955, Kathleen Mary en 1957, Terence Grady en 1960 et Eileen Alana en 1963.
Dans les années cinquante, elle est membre de The Christophers, un groupe à but humanitaire dont la mission est d’utiliser l'action positive pour créer un monde meilleur dans des domaines tels que la politique, l'aide aux malades et aux pauvres, aux alcooliques et aux drogués. D'autres acteurs célèbres étaient membres du groupe : Loretta Young, Irene Dunne, Ricardo Montalban, Don Ameche, James Cagney et Bob Hope.

## Filmographie

### Années 1940
- 1944 : Les Flirts des Corrigans (Chip Off the Old Block) de Charles Lamont, avec Donald O'Connor : Glory Marlow III
- 1944 : Le Joyeux Trio Monahan (The Merry Monahans) de Charles Lamont, avec Donald O'Connor : Sheila DeRoyce
- 1944 : Babes on Swing Street : Carol Curtis
- 1944 : Cavalcade musicale (Bowery to Broadway) de Charles Lamont, avec Maria Montez, Jack Oakie : Bessie Jo Kirby
- 1945 : Le Roman de Mildred Pierce (Mildred Pierce), drame de Michael Curtiz, avec Joan Crawford : Veda Pierce Forrester
- 1946 : Le Gars épatant (Swell Guy) de Frank Tuttle coécrit par Richard Brooks : Marian Tyler
- 1947 : Les Démons de la liberté (Brute Force), film noir de Jules Dassin, avec Burt Lancaster : Ruth
- 1947 : Mac Coy aux poings d'or (Killer McCoy) de Roy Rowland, avec Mickey Rooney, Brian Donlevy : Sheila Carrson
- 1948 : Vengeance de Femme (A Woman's Vengeance) de Zoltan Korda, écrit par Aldous Huxley, avec Charles Boyer, Jessica Tandy : Doris
- 1948 : La Citadelle du mal (Another Part of the Forest) de Michael Gordon (antépisode de The Little Foxes de Lillian Hellman), avec Fredric March, Dan Duryea et Edmond O'Brien : Regina Hubbard
- 1948 : Monsieur Peabody et la sirène (Mr. Peabody and the Mermaid), comédie d'Irving Pichel sur un scénario de Nunnally Johnson, avec William Powell : Lenore la sirène
- 1949 : Le Mustang noir (Red Canyon) de George Sherman d'après Zane Grey, avec Howard Duff, George Brent : Lucy Bostel
- 1949 : Quand viendra l'aurore (Top o' the Morning), comédie romantique de David Miller avec Bing Crosby : Conn McNaughton
- 1949 : Chasse aux maris (Once More, My Darling), comédie de et avec Robert Montgomery : Marita Connell
- 1949 : N'oubliez pas la formule (Free for All), comédie de Charles Barton, avec Robert Cummings : Ann Abbott

### Années 1950

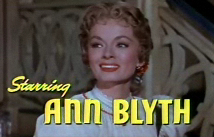
Ann Blyth dans Le Prince étudiant (1954).

- 1950 : Celle de nulle part (Our Very Own), film dramatique de David Miller, avec Farley Granger : Gail Macaulay
- 1951 : Katie Did It, comédie de Frederick De Cordova avec Mark Stevens, Cecil Kellaway : Katherine Standish
- 1951 : Le Grand Caruso (The Great Caruso), film biographique de Richard Thorpe : Dorothy Benjamin
- 1951 : Tempête sur la colline (Thunder on the Hill), film à énigme de Douglas Sirk : Valerie Carns
- 1951 : La Princesse de Samarcande (The Golden Horde, film d'aventures historiques de George Sherman : Princesse Shalimar (opposée à Gengis Khan)
- 1951 : Le Grand Choc (The House in the Square / I'll never forget you), film fantastique de Roy Ward Baker, avec Tyrone Power, Michael Rennie : Helen Pettigrew / Martha Forsyth
- 1952 : Sally et sainte Anne (Sally and Saint Anne), comédie de Rudolph Maté avec Edmund Gwenn, John McIntire : Sally O'Moyne
- 1952 : Une minute avant l'heure H (One Minute to Zero) de Tay Garnett avec Robert Mitchum : Mrs. Landa Day / la narratrice
- 1952 : Le monde lui appartient (The World in His Arms), film d'aventure de Raoul Walsh : Comtesse Marina Selanova
- 1953 : La Perle noire (All the Brothers Were Valiant), film d'aventure de Richard Thorpe : Priscilla 'Pris' Holt
- 1954 : Rose-Marie film musical de Mervyn LeRoy avec Fernando Lamas, Howard Keel : Rose Marie Lemaitre
- 1954 : Le Prince étudiant (The Student Prince) : Kathie, film musical de Richard Thorpe, avec Edmund Purdom : Kathie Rüder
- 1955 : Le Voleur du Roi (The King's Thief) de Robert Z. Leonard avec Edmund Purdom, David Niven : Lady Mary
- 1955 : L'Étranger au paradis (Kismet), film musical de Vincente Minnelli, avec Howard Keel : Marsinah
- 1956 : Calomnie (Slander), film noir de Roy Rowland avec Van Johnson, Steve Cochran : Connie Martin
- 1957 : L'Homme qui n'a jamais ri (The Buster Keaton Story), biographie de Buster Keaton par Sidney Sheldon, avec Donald O'Connor, Rhonda Fleming : Gloria
- 1957 : Pour elle un seul homme (The Helen Morgan Story), film biographique de Michael Curtiz, avec Paul Newman : Helen Morgan

## Télévision
- La Grande Caravane (5 épisodes de 1959 à 1963)
- 1960 : The Citadel (en) (téléfilm) d'après le roman de A.J. Cronin : Christine
- Saints and Sinners, 1963
- La Quatrième Dimension, 1964 (épisode La Reine du Nil où elle interprète une star du cinéma qui détient l'éternelle jeunesse)
- L'Homme à la Rolls, 1964–1965
- Haute Tension, 1965
- Les Règles du jeu, 1969
- Switch, 1975
- Quincy, 2 épisodes de 1979 à 1983
- Arabesque, 1985

## Sources
- Ann Blyth: Actress. Singer. Star. de Jacqueline T. Lynch. Éditeur : CreateSpace Independent Publishing Platform, 398 p., juin 2015  (ISBN 1511801565 et 978-1511801560).
- (en) Vidéo sur Youtube : Interview d'Ann Blyth en 2013 à l'occasion de son 85e anniversaire